# Parantica menadensis
Bướm hổ vàng Manado (Parantica menadensis) là một loài bướm thuộcg phân họ Danainae. Nó là loài đặc hữu của Indonesia.